# Уоркуорт, Джон
Джон Уоркуорт (англ. John Warkworth, 1425 — 1500) — английский священник, историк и хронист, глава старейшего колледжа Кембриджского университета Питерхаус, один из летописцев войны Алой и Белой розы, предполагаемый автор «Хроники Уоркуорта».

## Биография
Предположительно являлся уроженцем деревни Уоркуорт в Нортамберленде, относившейся к епархии Дарема.
Окончил Оксфордский университет, где в 1446 году избран был бакалавром Мертон-колледжа. В 1449 году был аудитором счетов университетской библиотеки, в 1453 году распоряжался наследством кардинала Уинчестерского Генри Бофорта. В 1451—1453 годах заведовал Булл-Холлом, в 1453—1457 годах — Невиллс-Инном, принадлежавшими Мертон-колледжу.
Около 1454 года стал домашним капелланом епископа Или Уильяма Грея, вместе с которым, вероятно, учился в университете, и был пожалован им за это приходами в Коттенхэме (1458), Уисбече (1472) и Леверингтоне (1473) в Кембриджшире. 31 марта 1465 года епископ предоставил ему также право заниматься в приходе Коттенхэма сельским хозяйством.
В 1468/1469 году принял сан иподиакона, в 1474 году был избран проктором. В 1473 году стал мастером (главой) колледжа Св. Петра (Питерхаус) в Кембридже, оставаясь в этой должности до самой своей смерти в 1500 году.
13 октября 1487 года епископом Джоном Олкоком для него освящена была часовня колледжа в честь Святой Марии Малой на улице Трампингтон в Кембридже, где, согласно его завещанию, датированному 28 мая 1498 года, он пожелал быть похороненным. В завещании оставил на помин своей души доли наследства церквям в Леверингтоне и Коттенхэме, а также монастырям в Или, Кройленде и Барнуэлле.

## Сочинения
В течение долгого времени безусловно считался автором «Хроники Уоркуорта» (англ. Warkworth's Chronicle), составленной на одном из северных диалектов среднеанглийского языка предположительно в 1484 году в Питерхаусе (Кембридж) и охватывающей события 1461—1474 годов.
По своему характеру хроника является продолжением анонимной хроники «Брут», доведённой несколькими продолжателями до 1419 года и дополненной до 1461 года известным издателем Уильямом Кекстоном, напечатавшим её в 1483 году в Сент-Олбансе. Другим источником послужила опубликованная последним в 1482 году «Всемирная хроника» Ранульфа Хигдена.
Наиболее информативный раздел «Хроники Уоркуорта» охватывает 1461—1474 года и содержит информацию о важнейших событиях в Англии времён войны Алой и Белой розы, включая битвы при Сент-Олбансе и при Таутоне (1461), восшествие на престол короля Эдуарда IV (1461), восстание Робина Ридесдейла (1469), убийство короля Генриха VI (1471) и др. Особенную ценность представляет раздел за 1470—1471 годы, менее подробно и объективно освещённый столичными историками. Наряду с историческими фактами, упоминаются необычные природные явления, стихийные бедствия и различные чудеса, трактуемые с позиции средневекового сознания.
По мнению английского историка-медиевиста Антонии Грансден и американского исследователя К. Д. Росса, более подробно в хронике описывается происходившее на севере страны, что, в совокупности с происхождением фамилии и особенностями диалекта, однозначно указывает на то, что Уоркуорт был не только заказчиком или дарителем, но и автором рукописи.
Однако в конце XX века профессор университета штата Мичиган Листер М. Матесон высказал сомнения в авторстве Уоркуорта, который якобы был только библиофилом и владельцем рукописи хроники «Брут» с дополнениями Кекстона, продолжение же её составлено было под его наблюдением более молодым автором возрастом около 30 лет, сторонником йоркистов и Ричарда III. Вероятными авторами Матесон считает студентов Питерхауса уроженцев Йоркшира Роджера Ланкастера (ум. 1502) и Томаса Меткалфа (ум. 1503).
Явные ошибки в изложении некоторых имён и событий, в частности, связанных с высадкой Эдуарда IV в Йоркшире в 1471 году, а также наличие топонимов, характерных для южного Мидленда или Хартфордшира, заставили Матесона предположить, что настоящий автор хроники происходил из бенедиктинского монастыря Святого Альбана в Сент-Олбансе, где в середине XV столетия по инициативе учёного аббата Джона Уитхэмстеда управляющий обители Ричард Фокс составил собственное продолжение хроники «Брут». В силу этих соображений, в своём издании хроники фамилию Уоркуорта Матесон поставил в кавычки (англ. «Warkworth's» Chronicle).
Гипотеза Матесона в начале XXI века подверглась обоснованной критике со стороны исследователя средневековой английской литературы Александра Л. Кауфмана из Государственного университета Болл (Манси, США).

## Рукописи и издания
Долгое время хроника была известна по единственной рукописи из собрания Питерхауса (MS 190, fols. 214v-225r), использованной в 1533—1536 годах королевским антикварием Джоном Лиландом при составлении труда «Collectanea». В её тексте однозначно указывается, что она не является авторским оригиналом, и лишь в 1972 году вышеупомянутым Листером М. Матесоном была обнаружена в библиотеке университета Глазго вторая рукопись (MS Hunterian 83, fols 141r-148v). Третья рукопись из собрания Харли Британской библиотеки (MS Harley 3730) является неполной и содержит материал, идентичный двум предыдущим манускриптам.
Комментированное издание хроники опубликовано было в 1839 году в Лондоне известным шекспироведом Джеймсом Холливел-Филипсом по рукописи из Питерхауса, в серии, выпускавшейся «Кемденовским обществом», и в 1988 и 1990 годах переиздавалось факсимильным способом. Английский перевод хроники, выполненный под редакцией историка Джона Аллена Джайлса, выпущен был в 1843 году в Лондоне в сборнике документов, относящихся к правлению Эдуарда IV Йоркского. Новейшая публикация под редакцией Листера М. Матесона вышла в 1999 году в Вудбридже в серии издательства «Boydell & Brewer».

## Публикации
- A Chronicle of the first thirteen years of the reign of king Edward the Fourth, by John Warkworth, edited by James Orchard Halliwell-Phillipps. — London: John Bowyer Nichols and Son, 1839. — xxviii; 80 p.
- Warkworth’s Chronicle of King Edward IV // The chronicles of the White Rose of York. A series of historical fragments, proclamations, letters, and other contemporary documents relating to the reign of King Edward the Fourth. — London: James Bohn, 1843. — pp. 101–142.
- John Warkworth. A chronicle of the first thirteen years of the reign of King Edward the Fourth, ed. by J. O. Halliwell-Phillipps. — Llanerch, Lampeter, 1990. — xxiv; 79 p. (факсим. переизд. 1839 г.)
- Death and Dissent: Two Fifteenth-century Chronicles, ed. by Lister M. Matheson // Medieval chronicles. — Volume 2. — Woodbridge: Boydell & Brewer, 1999. — x, 158 p. — ISBN 978-0851157252.